# 白頭山福童
白頭山福童（1903年—？），本名朴漢卦，朝鮮忠清北道（現在大韓民國忠清北道）出身的大相撲力士。所屬部屋為高砂部屋，最高位置三段目。
他身高217cm，體重140kg，是昭和以降身材最高的力士。

## 人物
1927年10月初次進入土俵比實，當時身高208㎝、體重132㎏。但因幼年有病導致背部彎曲，賽際上只活躍了三年。
引退後曾參演電影大鏢客。